# Conchoecilla daphnoides
Conchoecilla daphnoides is een mosselkreeftjessoort uit de familie van de Halocyprididae. De wetenschappelijke naam van de soort is voor het eerst geldig gepubliceerd in 1890 door Claus.